# Шару (Вијена)
Шару (фр. Charroux) насеље је и општина у западној Француској у региону Поату-Шарант, у департману Вијена која припада префектури Монморијон.
По подацима из 2011. године у општини је живело 1172 становника, а густина насељености је износила 26,46 становника/km². Општина се простире на површини од 44,29 km². Налази се на средњој надморској висини од 165 метара (максималној 178 m, а минималној 115 m).

## Демографија
| 1962. | 1968. | 1975. | 1982. | 1990. | 1999. | 2011. |
| ----- | ----- | ----- | ----- | ----- | ----- | ----- |
| 1.509 | 1.621 | 1.644 | 1.552 | 1.428 | 1.320 | 1.172 |

График промене броја становника у току последњих година